# Александрув (Каліський повіт)
Александрув (пол. Aleksandrów) — село в Польщі, у гміні Мицелін Каліського повіту Великопольського воєводства.
Населення — 113 осіб (2011).
У 1975-1998 роках село належало до Каліського воєводства.

## Демографія
Демографічна структура станом на 31 березня 2011 року:
|          | Загалом | Допрацездатний вік | Працездатний вік | Постпрацездатний вік |
| -------- | ------- | ------------------ | ---------------- | -------------------- |
| Чоловіки | 54      | 12                 | 36               | 6                    |
| Жінки    | 59      | 13                 | 37               | 9                    |
| Разом    | 113     | 25                 | 73               | 15                   |